# Hybophthirus
Hybophthirus – rodzaj wszy należący do rodziny Hybophthiridae, pasożytujących na gryzoniach i powodujących chorobę zwaną wszawicą.
Gatunki należące do tego rodzaju nie posiadają oczu. Antena składa się z 5 segmentów bez wyraźnego dymorfizmu płciowego. Przednia para nóg jest wyraźnie mniejsza i słabsza, zakończona słabym pazurem. Środkowa i tylna para nóg wyraźnie większa od przedniej pary. 
Hybophthirus stanowią rodzaj składający się obecnie z 1 gatunku:
- Hybophthirus notophallus